# Julia Stinshoff
Julia Stinshoff (n. 27 decembrie 1974, Bonn) este o actriță germană.

## Date generale
După terminarea școlii, Julia studiază teologia, anglistica și filozofia. Întrerupe studiul ca să studieze între anii 1997 - 1999 dramaturgia  în Hamburg, după care începe studiul psihologiei în Bonn. Din 1996 este angajată la teatrele din Bonn și Hamburg. În 2003 apare pe ecran în Mallorca cu Ralf Moeller. Ea este nominalizată împreună cu Anke Engelke ca cele mai bune actrițe germane de comedie. Julia Stinshoff locuiește actual în Hamburg. Ea practică mai multe sporturi ca și călăria, atletismul, ciclismul, yoga, dansul și baletul.

## Filmografie
- 2001: Bronski & Bernstein
- 2002: Ein Albtraum von 3 1/2 Kilo
- 2002: Weihnachtsmann gesucht
- 2002: Broti & Pacek - irgendwas ist immer - Südlich der Gürtelschnalle
- 2002: Ladykracher (Comedy-Serie)
- 2003: Krista (Serie)
- 2003: Ohne Worte (Serie)
- 2003: Crazy Race
- 2003: Adelheid und ihre Mörder - Ende einer Karriere
- 2003: Alarm für Cobra 11 - Einsatz für Team 2 (Serie)
- 2004: Die Sandra Situation
- 2004: Liebe in der Warteschleife
- 2004: Hai-Alarm auf Mallorca
- 2005: LiebesLeben (Serie)
- 2005: Die Patriarchin (Serie)
- 2005: Nicht ohne meinen Schwiegervater
- 2006: Alarm für Cobra 11 - Einsatz für Team 2
- 2006: Good Girl, Bad Girl
- 2006: Rotkäppchen - Wege zum Glück
- 2006: Die Rosenheim-Cops (Serie)
- 2006: Der Fürst und das Mädchen
- 2006: Nicht ohne meine Schwiegereltern
- 2007: Vollidiot
- 2008: Forsthaus Falkenau - Gefangen auf Teneriffa
- 2008: Lutter
- 2008: Ein Date fürs Leben
- 2009: Ladykracher
- 2009: Urlaub mit Papa
- 2010: Inga Lindström: Mein falscher Verlobter
- 2010: SOKO Stuttgart - Türen der Stadt
- 2010: Vier Frauen und ein Todesfall
- 2011: Tante Inge haut ab
- 2011: Ein Schatz fürs Leben – Abenteuer in Panama
- 2011: Danni Lowinski
- 2011: Lilly Schönauer – Liebe mit Hindernissen
- 2012: Die Tote ohne Alibi
- 2013: Dora Heldt: Ausgeliebt
- 2014: Dora Heldt: Unzertrennlich